# Hydroptila berkait
Hydroptila berkait är en nattsländeart som beskrevs av Wells och Huisman 1992. Hydroptila berkait ingår i släktet Hydroptila och familjen smånattsländor. Inga underarter finns listade i Catalogue of Life.